# Daisy Berkowitz
Daisy Berkowitz, pseudonimo di Scott Mitchell Putesky (Los Angeles, 28 aprile 1968 – Los Angeles, 22 ottobre 2017), è stato un chitarrista statunitense.
Il suo nome d'arte deriva dall'icona della moda Daisy Duke e dal serial killer David Berkowitz.

## Biografia
È stato il primo chitarrista nonché cofondatore dei Marilyn Manson, band musicale di fama mondiale (dal 1989 al 1992 sotto il nome di "Marilyn Manson & The Spooky Kids").
Ha suonato dal vivo in numerosi concerti e ha composto diverse canzoni contenute in Portrait of an American Family, nell'EP Smells Like Children e in Antichrist Superstar, tutte pubblicazioni musicali con diffusione planetaria ed un acclamato consenso della critica, nonché un successo oggettivo di vendita comprovato da milioni di copie e certificazioni di classifiche musicali.
Dal  1996 abbandona i Marilyn Manson proseguendo la sua carriera con i gruppi  Three Ton Gate e Jack Off Jill; dal 2014 avvia una breve carriera solista e l'anno seguente fonda il gruppo The Daisy Kids.
Il chitarrista è deceduto il 22 ottobre 2017 a causa di un cancro al colon che egli combatteva da 4 anni.

## Discografia

### Marilyn Manson & The Spooky Kids
- The Raw Boned Psalms (1989)
- The Beaver Meat Cleaver Beat (1990)
- Big Black Bus (1990)
- Grist-o-Line (1990)
- Lunchbox (1991 - pubblicata nel 1994 nell'album Portrait of an American Family, primo album dei Marilyn Manson)
- After School Special (1992)
- Live As Hell (1992)
- Lunch Boxes & Choklit Cows (2004 - raccolta)
- Deform School

### Marilyn Manson
- The Family Jams (1992)
- Refrigerator (1993)
- Portrait of an American Family (1994 - album)
- Smells Like Children (1995 - EP)
- Antichrist Superstar (1996 - album)

### Three Ton Gate
- Vanishing Century (1997)
- Rumspringa (2002)
- Lose Your Mind (2003)
- These Messages

### Jack Off Jill
- Covetous Creature (1998)

### Godhead
- 2000 Years of Human Error (2001)

### Suntanic
- Stuck of Evil (2001)

### Kill Miss Pretty
- Judy Garland (2010)

### Solista
- Millenium Effluvium (2014)
- Mr Conrad Samsung (The Daisy Kids) (2015)